# Internationale Hochschule für Recht und Wirtschaft

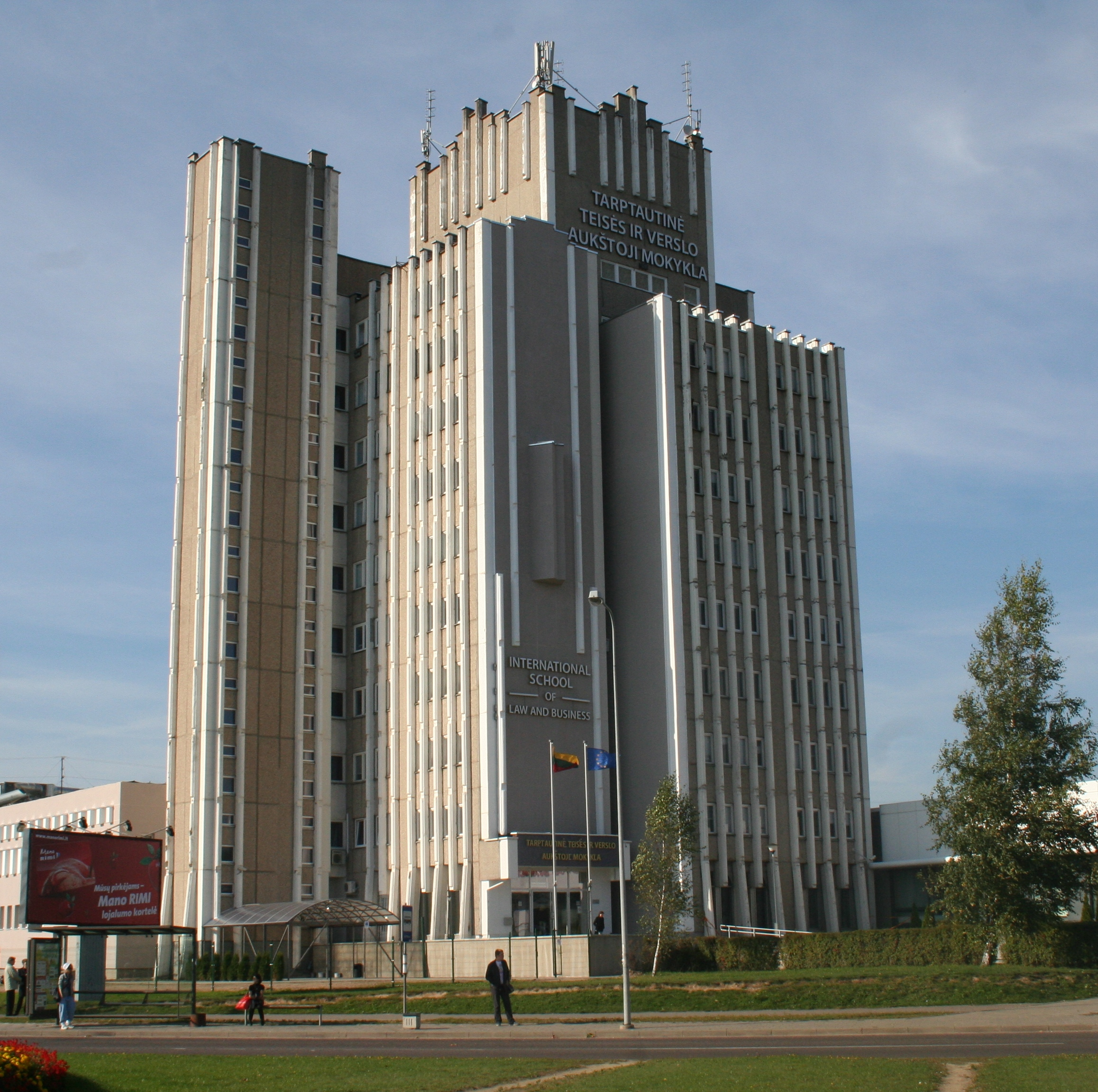
Das Gebäude der Internationalen Hochschule für Recht und Wirtschaft in Viršuliškės

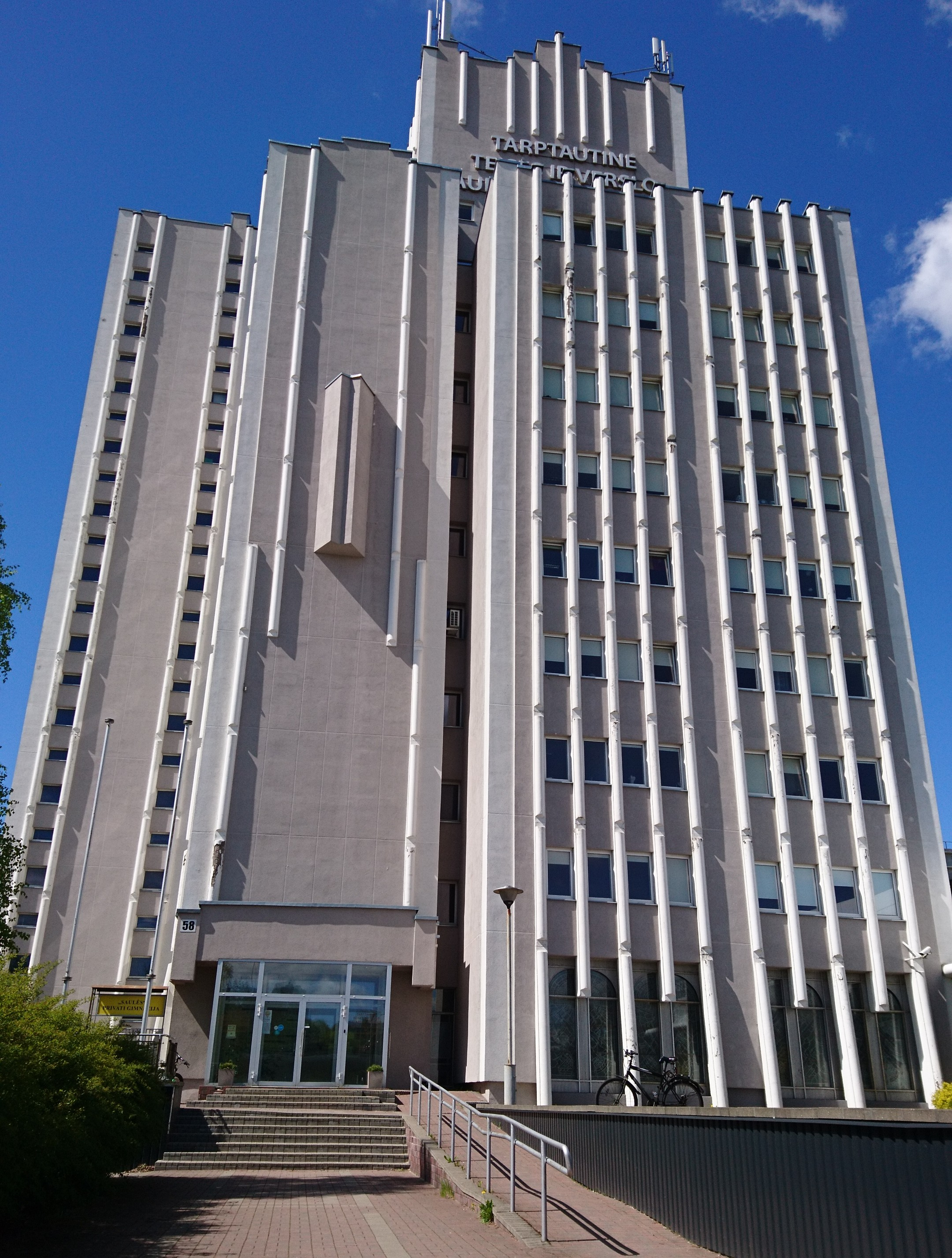
Eingang

Internationale Hochschule für Recht und Wirtschaft (litauisch Tarptautinė teisės ir verslo aukštoji mokykla, TTVAM) ist eine private Hochschule in Vilnius (Laisvės prospektas 58 in Viršuliškės), Litauen. Nach Rechtsform ist sie ein Unternehmen, uždaroji akcinė bendrovė (UAB).

## Geschichte
Das Kolleg wurde am 1. September 1998 als Daugvilienė-Wirtschaftsoberschule gegründet (Direktorin war Daiva Daugvilienė).
Am 24. August 2001 wurde der Statuts einer Hochschule verliehen. September 2009 wurde das frühere Rechts- und Wirtschaftskolleg Vilnius (litauisch Vilniaus teisės ir verslo kolegija, VTVK) in Internationale Hochschule für Recht und Wirtschaft umbenannt.

## Fakultäten
- Fakultät für Recht (Dekan Doz. Raimundas Kalesnykas)
- Fakultät für Wirtschaft
- Fakultät für Informatik
- Fakultät für Geisteswissenschaften

## Lehrer
- Dalius Bitaitis  (* 1964), Vizeminister
- Aurelijus Gutauskas, Richter und Professor
- Vesta Kasputė (* 1984), Schachspielerin (WFM) und Wirtschaftsjuristin
- Eimutis Misiūnas (* 1973), Jurist und Innenminister
- Julius Morkūnas (* 1978), Vizeminister des Innens

## Leitung
- Direktorin Daiva Daugvilienė
- Stellvertretende Direktorin für akademische Tätigkeit Izolda Krutkienė
- Stellvertretende Direktorin Studium Gitana Jurgelaitienė
- Stellvertretende Direktorin für Qualität Aurelija Rudaitienė[1].

## Absolventen
- Justas Džiugelis (* 1987), Politiker und Unternehmer,  2016 Mitglied des Seimas
- Andrius Šatevičius (* 1991), Politiker, Bürgermeister von Trakai
- Ieva Zasimauskaitė-Kiltinavičienė (* 1993),  Sängerin